# Antonie Brehmer-Gaffron

Antonie Brehmer-Gaffron

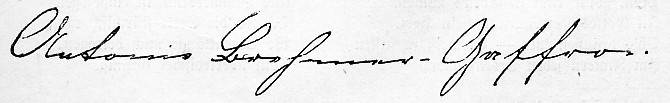
Signatur

Antonie Brehmer-Gaffron (* 28. Mai 1833 in Breslau; † 4. Juli 1908 in Triest) war eine deutsche Schriftstellerin.

## Leben
Sie kam als Tochter des Majors Karl von Gaffron zur Welt und gehörte damit einem alten schlesischen Adelsgeschlecht an. Ihre ältere Schwester war die Schriftstellerin Auguste Hyrtl. Sie kam 1857 nach Triest. Nachdem sich ihre Schwester Mathilde (1825–1896) von ihrem Mann, dem Geheimen Generalinspektor Theodor Brehmer, hatte scheiden lassen, ehelichte ihn Antonie, die nun den Doppelnamen Brehmer-Gaffron trug. Ihr Mann verstarb 1880.
Brehmer-Gaffron verfasste hauptsächlich Gedichte, die ab 1869 auch veröffentlicht wurden. Der Gedichtband Aus der Fremde entstand in Zusammenarbeit mit ihrem Sohn Arthur Brehmer (1858–1924), der ebenfalls Schriftsteller wurde.

## Werke
- 1969: Mußestunden (Gedichte)
- 1884: Aus der Fremde (zusammen mit Arthur Brehmer)